# Nebřenice (zámek)
Nebřenice jsou klasicistní zámek na západním okraji stejnojmenné vesnice u Popoviček v okrese Praha-východ ve Středočeském kraji. Zámek a blízké hospodářské budovy jsou chráněny jako kulturní památka.

## Historie
Zámek vznikl přestavbou zemědělského statku, který je prvně zmiňován roku 1437. V okolí zámečku se začala rozrůstat obec Nebřenice, ta však často patřila pod Popovičky a ty pod Říčany, jsou majitelé nebřenického dvora de facto neznámí. V roce 1848 jej společně s Modleticemi koupil Josef Hilbert von Schüttelsberg, který nechal barokní zámek přestavět v klasicistním slohu. Kolem zámečku vznikl anglický park s rybníky a daňčí oborou.
Roku 1890 zámek získal Josefův synovec August Hilbert von Schüttelsberg. Ten se však z důvodu exekuce Modletic v roce 1897 zastřelil. Pohřben byl v rodinné hrobce severně od Nebřenic.
Roku 1910 zámek koupil lékař Antonín Novák, v jehož vlastnictví zůstal až do roku 1950, kdy byl znárodněn. To budově neprospělo, postupně chátrala, byly prováděny nešetrné úpravy, v okolí hospodařilo jednotné zemědělské družstvo.
Ve 21. století je zámek v soukromých rukou a je zapojen do projektu Oaks Prague, v rámci něhož proběhla rekonstrukce budovy. Zámek obklopují golfová hřiště.

## Popis
Zámek se nachází západně od obce. Je částečně obklopen hospodářskými budovami, zámeček je pak v severní části tohoto areálu. Na jihu je špýchar a stodola, na východě chlévy. Severně a západně od zámku se nacházejí pozůstatky kdysi honosného parku, v němž stojí hrobka Hilbertů ze Schüttelsbergu.